# Kgalema Motlanthe
Kgalema Motlanthe (sinh ngày 19 tháng 7 năm 1949 tại Alexandra, Gauteng, Johannesburg, Nam Phi) là Phó Tổng thống Nam Phi và là Phó chủ tịch Đại hội Dân tộc Phi (ANC). Ông từng là nhà hoạt động công đoàn, Nghị sĩ Quốc hội, Quốc vụ khanh trong Chính phủ Nam Phi. Ngày 25 tháng 9 năm 2008, Quốc hội Nam Phi chỉ định ông làm Tổng thống thứ 12 cho đến khi cuộc bầu cử tiếp theo.

## Thời thơ ấu
Ông là con trai của một người thợ mỏ, ngày 14 tháng 04 năm 1976 ông bị bắt giữ khi đang bí mật ủng hộ ANC và bị giam giữ 11 tháng tại John Vorster trung tâm Johannesburg